# Мещанинов, Иван Иванович
Ива́н Ива́нович Мещани́нов (24 ноября (6 декабря) 1883, Уфа — 16 января 1967, Ленинград) — российский и советский лингвист и археолог, действительный член Академии наук СССР (1932), член Совета Императорского Православного Палестинского Общества.

## Биография
Из дворян. Сын судебного деятеля Ивана Васильевича Мещанинова, выслужившего потомственное дворянство и бывшего сенатором.
Окончил 6-ю Санкт-Петербургскую гимназию с золотой медалью (1902), два семестра стажировался в Гейдельбергском университете (1905), окончил юридический факультет Петербургского университета (1907), служил в Сенате, окончил Санкт-Петербургский археологический институт (1910). Начинал научную деятельность как археолог (поначалу любитель) и специалист по древним цивилизациям Кавказа и Причерноморья, где проводил раскопки. Перед революцией работал над систематизацией эламитских коллекций петербургских музеев. С 1910 по 1923 год заведовал историческим архивом Археологического института.
Один из учеников Н. Я. Марра как историк (некоторое время был секретарём Марра), в дальнейшем стал его главным официальным преемником как лингвист и теоретик «Нового учения о языке», а в условиях государственной поддержки марризма — фактический глава советской лингвистики.
С 1930 года — профессор Института живых восточных языков.
В 1932 году избран академиком АН СССР за исторические работы (минуя стадию члена-корреспондента; избрание его в Академию наук, как и годом раньше — слависта-марриста Н. С. Державина, обычно связывают с усилением официальных позиций Марра в начале 1930-х годов). В 1934 году стал секретарём Отделения литературы и языка АН СССР.
В 1933—1937 годах — директор Института антропологии, археологии и этнографии АН СССР. После смерти Н. Я. Марра, в 1935—1950 годах — директор Института языка и мышления АН СССР имени Н. Я. Марра (ныне его преемники — петербургский Институт лингвистических исследований РАН и московский Институт языкознания РАН). С заступничеством Мещанинова многие современники связывали то, что возглавляемый им институт, по сравнению с другими научными учреждениями, мало пострадал от репрессий 1937—1938 годов.
В 1941—1943 годах находился в эвакуации в Алма-Ате, преподавал в Казахском педагогическом институте.
В 1946—1950 годах — организатор и директор Дагестанского филиала АН СССР (Махачкала).
Не имел лингвистического образования (как и исторического) и основные языковедческие труды написал уже академиком. Ранние работы («Введение в яфетидологию» и другие) представляют собой совершенно некритичное изложение «Нового учения о языке», хотя и гораздо более ясное, чем в собственных писаниях Марра. Однако в дальнейшем, по мере сосредоточения его деятельности на лингвистике (и особенно после смерти Марра), научная добросовестность мешала ему разрабатывать и пропагандировать откровенно фантастические положения «Нового учения»; он стремился примирить его идеи «стадий» развития языка, «яфетических языков» с реальным сравнительно-историческим и типологическим материалом. Мещанинов — один из пионеров типологии в России. Не выдерживающие критики положения марризма (такие, как учение о «четырёх элементах» и «палеонтологический анализ» с целью их обнаружить) им были отброшены, а идеологически-философские декларации использовались лишь в «ритуальных» целях (в отличие от Марра и его сподвижников, задававших тон в начале 1930-х годов, Мещанинов не подменял научную дискуссию политическими обвинениями). Часто объявлял о «неразработанности» тех или иных положений у Марра, после чего фактически становился на традиционную точку зрения. В его работах второй половины 1940-х годов ссылок на Марра вне предисловий уже почти нет.
Автор теории соотношения частей речи с членами предложения, работ по инкорпорирующим языкам, идеи т. н. «понятийных категорий», лежащих в основе языковых (подобный аппарат предлагался, ранее Мещанинова, ещё О. Есперсеном). Специально занимался древними мёртвыми языками (в частности, наряду с И. Фридрихом, внёс существенный вклад в дешифровку урартского языка).
Во время нового агрессивного наступления марризма 1948—1949 годов, организованного Ф. П. Филиным и Г. П. Сердюченко, Мещанинов стал одним из объектов критики (за чрезмерное увлечение синтаксисом). Стремясь отвести от себя обвинения, подтвердил, что «у буржуазных учёных нам брать нечего» (борьба с космополитизмом), признал некоторые свои «ошибки» и на словах занял более близкие к ортодоксальному марризму позиции; однако, до политических обвинений по адресу советских коллег не опускался (этим занимались, как и полтора десятилетия назад, Филин и Сердюченко).
Разгром Сталиным марризма в 1950 году привёл к тому, что Мещанинов лишился директорства в Институте языка и мышления и перестал быть секретарём ОЛЯ АН СССР. Тем не менее он продолжал работать, не был лишён ни звания академика, ни премий, ни орденов. В работе «Марксизм и вопросы языкознания» Сталин заявил: «Если бы я не был убеждён в честности тов. Мещанинова и других деятелей языкознания, я бы сказал, что подобное поведение [переиздание и рекомендация неоконченного „Бакинского курса“ Марра] равносильно вредительству». Эти слова, возможно, стали для Мещанинова и его коллег «охранной грамотой».
После смерти Сталина вернул себе место в лингвистическом истеблишменте (хотя с самой первой позиции был уже бесповоротно потеснён В. В. Виноградовым); его труды неоднократно переиздавались.
Умер в 1967 году, похоронен на Серафимовском кладбище (коммунистическая площадка). Надгробие (архитектор Л. К. Бадальян) создано в 1968—1969 годах.

## Награды и премии
В июне 1945 года удостоен звания Героя Социалистического Труда. Вместе с ним звание получили ещё 10 академиков. В газете «Известия» были даны характеристики достижений всех 11 учёных; о Мещанинове говорилось:

Его труды в области языкознания проложили новые пути развития этой науки. Талантливый ученик создателя нового учения о языке, замечательного учёного Марра, он обогатил советскую культуру оригинальными исследованиями языков народов Крайнего Севера и Северного Кавказа. Академик И. И. Мещанинов своими трудами принёс неоценимую пользу развитию национальных языков и по-новому решил многие проблемы в изучении языка великого русского народа.

- Герой Социалистического Труда (10 июня 1945) — за выдающиеся заслуги в области филологических наук, исследования синтексиса и морфологии русского языка, а также за плодотворную многолетнюю работу по подготовке кадров филологов
- Орден Ленина (10 июня 1945) — за выдающиеся заслуги в области филологических наук, исследования синтексиса и морфологии русского языка, а также за плодотворную многолетнюю работу по подготовке кадров филологов
- Орден Ленина
- орден Трудового Красного Знамени

### Премии
- Сталинская премия I степени (22 марта 1943) — за многолетние выдающиеся работы в области науки и техники
- Сталинская премия I степени (1946) — за книгу «Члены предложения и части речи»[8]

## Адреса в Ленинграде
- 1941, 1944 — 16 января 1967 года — Дом академиков, совр. адрес: 7-я линия Васильевского острова, 2/1, лит. А[9]. В 1973 году на доме была установлена мемориальная доска (архитектор: Д. Л. Гольд)[10].

## Основные работы
Книги
- Эламские древности // Вестник Археологии и Истории, издаваемый Петроградским археологическим институтом, XXII. — Пг., 1917.
- Краткие сведения о работах археологической экспедиции в Нагорном Карабахе и Нахичеванском крае, Сообщение ГАИМК, I. — Л., 1926;
- Халдоведение: История древнего Вана, включая древнейшие сведения о Закавказье. Система письма и чтение клинописных текстов халдов-урартов / И. И. Мещанинов. — Баку: О-во обслед. и изуч. Азербайджана, 1927. — VII. — 274 с., 4 л. ил., 1 л. карт.: ил. — (Труды Общества обследования и изучения Азербайджана; № 10).
- Введение в яфетидологию / Мещанинов И. — Л.: Прибой, 1929. — 202, [1] с. — (Вопросы методологии теории языками литературы: Сборники и монографии / РАНИОН).
- Язык ванской клинописи (Die Van-Sprache). II. Структура речи / И. Мещанинов; АН СССР. — Л.: изд-во Акад. наук СССР, 1935. — 349, [1] с.
- Новое учение о языке. Стадиальная типология. — Л., 1936;
- Общее языкознание. — Л., 1940;
- Члены предложения и части речи. — М. — Л.: Изд-во Акад. наук СССР, 1945. — 324 с.
  - Члены предложения и части речи / И. И. Мещанинов; Отв. ред.: В. З. Панфилов, П. Я. Скорик; Академия наук СССР. Отделение литературы и языка. — 2-е изд.. — Л.: Наука. Ленингр. отд-ние, 1978. — 388 с. — 5300 экз.
- Глагол. — Л., 1949.
  - 2-е изд. Л., 1982;
- Грамматический строй урартского языка, ч. 1—2. — Л., 1958—1962;
- Структура предложения. — М. — Л., 1963;
- Эргативная конструкция в языках различных типов. — Л., 1967;
- Проблемы развития языка. — Л., 1975;
- Аннотированный словарь урартского (биайнского) языка. — Л.: Наука. Ленингр. отд-ние, 1978. — 388 с.

Статьи
- Каменные статуи рыб — вишапы на Кавказе и в Северной Монголии // Записки коллегии востоковедов. — Л.: Госиздат, 1925. Т. 1. — С. 401—409.
- О яфетической теории // Новый Восток. — № 23—24. — С. 304—313.
- Циклопические сооружения Закавказья. — [Ленинград]: тип. «Печатный двор», 1932. — 104, [1] с.: ил. — (Известия Государственной академии истории материальной культуры. — Т. 13. — Вып. 4—7).
- Мещанинов И. И., Сердюченко Г. П. Языкознание в Сталинскую эпоху // Русский язык в школе, 1949. — № 6. — С. 1—14.